# 뒤몽 뒤르빌 기지
뒤몽 뒤르빌 남극기지(프랑스어: Base antarctique Dumont-d'Urville)은 남극 대륙 아델리랜드 제올로지 군도의 페트렐섬 (Île des Pétrels)에 위치한 프랑스의 과학 기지이다. 기지의 명칭은 1840년 1월 21일 제올로지 군도 북동쪽 끝에 있는 뒤물랭 제도의 데바르크망 암초에 상륙한 프랑스 탐험가 쥘 뒤몽 뒤르빌의 이름에서 따 왔다.
프랑스 정부와 준정부 공동 운영기관인 폴에밀 빅토르 프랑스 극지 연구소가 운영을 맡고 있으며, 아델리랜드의 행정 중심지로도 기능하고 있다.

## 역사

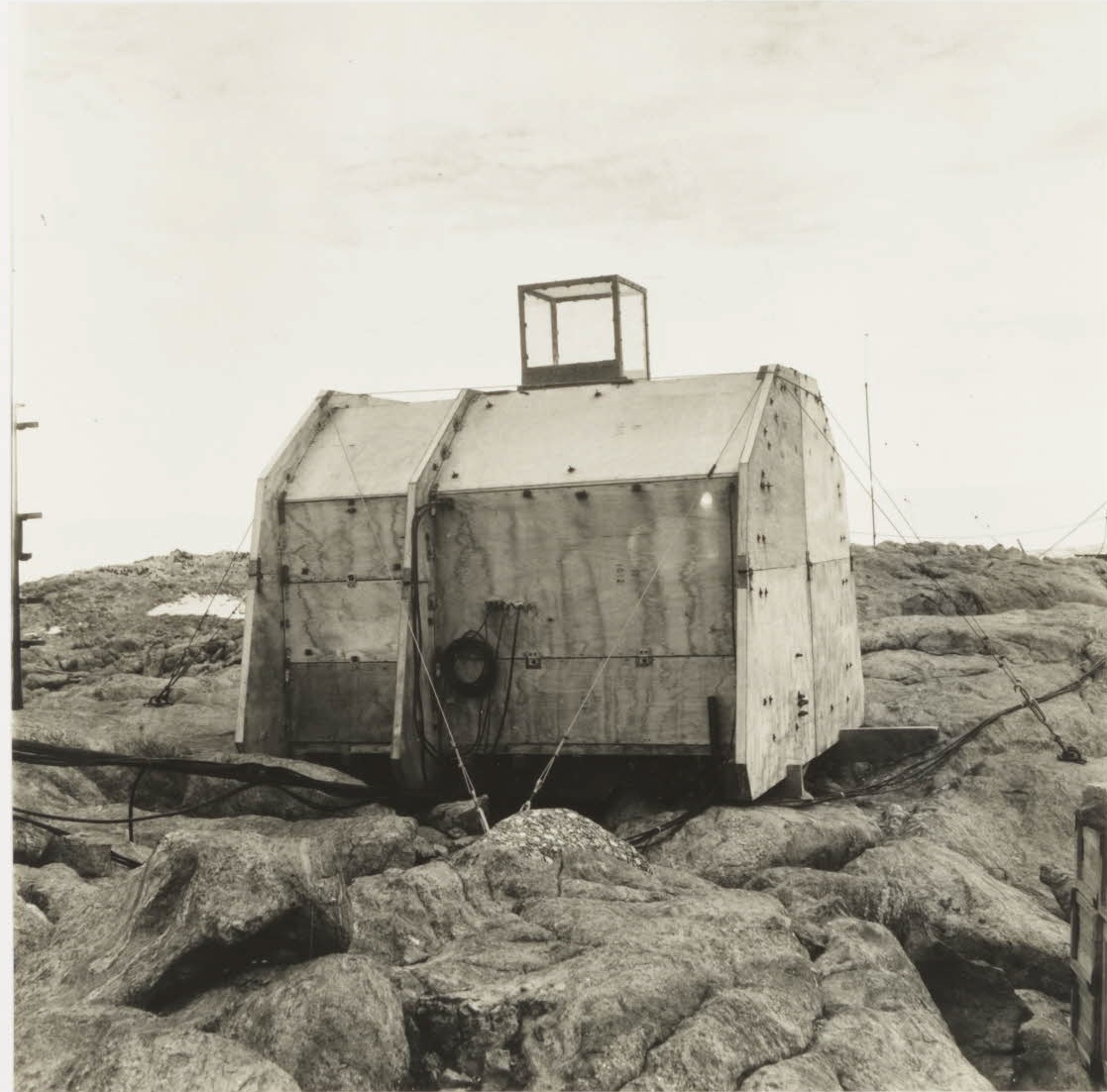
1959년의 모습 (프랑스 국립 기록 보관소 소장)

1840년 쥘 뒤몽 뒤르빌이 탐사했던 뒤물랭 제도로부터 동쪽으로 62km 떨어진 '포르 마르탱' (Port Martin)에 프랑스 남극 연구기지가 처음으로 세워졌다. 그러나 이 기지는 1952년 1월 23일 밤 화재가 일어나면서 소실되고 말았다. 당시 사상자는 발생하지 않았다.
1952년 황제 펭귄의 번식지를 연구하기 위한 목적으로 페트렐섬에 작은 기지가 건설되었다. 당시 기지의 명칭은 마레 기지 (Base Marret)였다. 본 기지였던 마르탱 기지가 소실되자, 프랑스 연구원들은 1952년~1953년 동절기 상주기지로 마레 기지를 택했다. 이후 같은 섬에 새로운 본 기지인 '뒤몽 뒤르빌 기지'가 건설되기 시작하였으며, 1957년 남극 국제 지구물리 관측년을 앞두고 프랑스 과학 연구의 본산지로 기능하기 위해 1956년 1월 12일에 완공하였다. 이후 현재까지 계속해서 활발히 사용되고 있다.
뒤몽 뒤르빌 기지에서는 한번에 30~40명 인원의 연안 접근이 허가된다. 빙산이나 강한 활강풍이 들이닥치면 보트와 헬리콥터의 접근이 불가능할 때가 많다. 동절기에는 약 30명, 하절기에는 90명을 수용할 수 있다. 프랑스의 쇄빙선 라스트롤라브 호가 오스트레일리아 태즈메이니아주 호바트항에서 본 기지까지 보급품과 인력을 수송하고 있으며, 11월부터 3월까지 총 5회 왕복 운행된다.
2005년 프랑스 남극 다큐멘터리 영화 펭귄 - 위대한 모험 (La Marche de l'empereur)이 뒤몽 뒤르빌 기지 인근에서 촬영되었으며 그해 아카데미상 장편 다큐멘터리상을 수상하였다.

## 서식 동물
뒤몽 뒤르빌 기지의 주요 관심사는 이 일대 지역의 야생 동물로, 특히 황제펭귄이 연구 대상에 오른다. 여름에는 아델리 펭귄들이 기지 근처의 바위를 피난처로 삼고 번식을 한다. 바다제비, 흰풀마갈매기, 남방큰풀마갈매기, 비둘기바다제비 등의 조류도 기지 인근에서 여름을 보낸다. 겨울에는 황제펭귄만 남아 번식을 이어간다. 다만 8월 경에는 남방큰풀마갈매기들이 황제펭귄 새끼들을 잡아먹기 위해 다시 돌아온다.
해양 동물의 경우 수온이 낮은 환경에서도 똑같이 서식하고 있다. 제올로지 군도를 찾아오는 희귀한 손님 가운데에는 여타 종의 펭귄, 범고래, 수염고래 등이 있다.

## 활동
뒤몽 뒤르빌 기지는 기본적으로 프랑스의 과학 기지로서 관련 연구가 주 활동이 되고 있으며, 덤으로 이탈리아 연구대원과 공동 운영하는 콩코르디아 기지로의 보급품 전달 역할도 맡고 있다.
이밖에 프랑스 남극 대서양 지역 (TAAF)의 행정을 담당하는 것은 물론, 폴에밀 빅토르 프랑스 극지 연구소 (IPEV)와 프랑스 해군 레위니옹함을 개조한 쇄빙선 라스트롤라브 호를 공동 운영하고 있다. 라스트롤라브호는 뒤몽 뒤르빌 기지에 인력과 보급픔을 수송하고 연구 및 순찰 임무를 수행하는 데 활용된다.

### 세부 연구활동
기지 내에는 대기화학 실험실이 설치되어 있으며 남극의 대기에 존재하는 황화합물을 분석하는 역할을 맡는다.
지구물리학의 경우 최근에는 연구를 그렇게 많이 진행하고 있지 않지만 여전히 기지 내에 관련 장비를 운용하고 있다. 조수 게이지, 우주선 탐지기, 남극 대륙이 상부맨틀로 들어가는 정도를 측정하는 GPS 장비, 오존층 파괴와 오존 구멍을 분석할 수 있는 라이더 등이 해당된다.

### 물자 보급
뒤몽 뒤르빌 기지의 기초 보급과 더불어 콩코르디아 기지로의 보급품 전달을 위한 활동도 이뤄지고 있으며 특히 여름에 상당한 물자 보급이 이뤄진다. 일년 내내 기지가 제대로 작동하기 위해 전기 기술자, 배관공, 전기공장 기계공, 자동차 기계공 등의 인원이 활동하고 있다.
1950년대에는 부두에서 본기지 건물까지 물자를 수송하기 위한 단거리 협궤 철도가 놓여 있었다. 이는 현재까지 남극 대륙에서 유일하게 부설된 철도 시설로 기록되어 있다.

## 기후
뒤몽 뒤르빌 기지의 기후는 빙설 기후 (EF)로 남극 내륙보다 온화한 편이다.  2022년 3월에는 전례 없는 대기천 현상으로 최고 기온과 강수량을 기록하기도 하였다.
| 뒤몽 뒤르빌 기지 (1950년~현재)의 기후        | 뒤몽 뒤르빌 기지 (1950년~현재)의 기후 | 뒤몽 뒤르빌 기지 (1950년~현재)의 기후 | 뒤몽 뒤르빌 기지 (1950년~현재)의 기후 | 뒤몽 뒤르빌 기지 (1950년~현재)의 기후 | 뒤몽 뒤르빌 기지 (1950년~현재)의 기후 | 뒤몽 뒤르빌 기지 (1950년~현재)의 기후 | 뒤몽 뒤르빌 기지 (1950년~현재)의 기후 | 뒤몽 뒤르빌 기지 (1950년~현재)의 기후 | 뒤몽 뒤르빌 기지 (1950년~현재)의 기후 | 뒤몽 뒤르빌 기지 (1950년~현재)의 기후 | 뒤몽 뒤르빌 기지 (1950년~현재)의 기후 | 뒤몽 뒤르빌 기지 (1950년~현재)의 기후 | 뒤몽 뒤르빌 기지 (1950년~현재)의 기후 |
| 월                                           | 1월                                   | 2월                                   | 3월                                   | 4월                                   | 5월                                   | 6월                                   | 7월                                   | 8월                                   | 9월                                   | 10월                                  | 11월                                  | 12월                                  | 연간                                  |
| -------------------------------------------- | ------------------------------------- | ------------------------------------- | ------------------------------------- | ------------------------------------- | ------------------------------------- | ------------------------------------- | ------------------------------------- | ------------------------------------- | ------------------------------------- | ------------------------------------- | ------------------------------------- | ------------------------------------- | ------------------------------------- |
| 역대 최고 기온 °C (°F)                       | 9.7 (49.5)                            | 6.4 (43.5)                            | 4.9 (40.8)                            | 8.7 (47.7)                            | 0.0 (32.0)                            | 0.9 (33.6)                            | 0.5 (32.9)                            | 0.3 (32.5)                            | 0.3 (32.5)                            | 1.7 (35.1)                            | 4.7 (40.5)                            | 11.0 (51.8)                           | 11.0 (51.8)                           |
| 일평균 최고 기온 °C (°F)                     | 1.0 (33.8)                            | −2.1 (28.2)                           | −6.4 (20.5)                           | −10.0 (14.0)                          | −12.6 (9.3)                           | −14.6 (5.7)                           | −14.0 (6.8)                           | −14.5 (5.9)                           | −13.6 (7.5)                           | −10.3 (13.5)                          | −4.1 (24.6)                           | 0.4 (32.7)                            | −8.4 (16.9)                           |
| 일일 평균 기온 °C (°F)                       | −1.3 (29.7)                           | −4.5 (23.9)                           | −8.8 (16.2)                           | −12.4 (9.7)                           | −15.2 (4.6)                           | −17.3 (0.9)                           | −17.0 (1.4)                           | −17.4 (0.7)                           | −16.2 (2.8)                           | −13.2 (8.2)                           | −7.1 (19.2)                           | −2.2 (28.0)                           | −11.1 (12.0)                          |
| 일평균 최저 기온 °C (°F)                     | −3.6 (25.5)                           | −6.9 (19.6)                           | −11.3 (11.7)                          | −14.8 (5.4)                           | −17.7 (0.1)                           | −20.0 (−4.0)                          | −20.0 (−4.0)                          | −20.3 (−4.5)                          | −18.8 (−1.8)                          | −16.1 (3.0)                           | −10.3 (13.5)                          | −4.7 (23.5)                           | −13.7 (7.3)                           |
| 역대 최저 기온 °C (°F)                       | −10.8 (12.6)                          | −17.3 (0.9)                           | −25.0 (−13.0)                         | −26.1 (−15.0)                         | −32.5 (−26.5)                         | −34.9 (−30.8)                         | −34.4 (−29.9)                         | −37.4 (−35.3)                         | −36.1 (−33.0)                         | −37.2 (−35.0)                         | −21.0 (−5.8)                          | −14.0 (6.8)                           | −37.4 (−35.3)                         |
| 평균 강수일수 (≥ 0.1 mm)                     | 9                                     | 7                                     | 10                                    | 8                                     | 10                                    | 7                                     | 11                                    | 11                                    | 10                                    | 8                                     | 6                                     | 6                                     | 102                                   |
| 평균 상대 습도 (%)                           | 67                                    | 63                                    | 65                                    | 66                                    | 65                                    | 61                                    | 65                                    | 66                                    | 63                                    | 56                                    | 54                                    | 63                                    | 63                                    |
| 평균 월간 일조시간                           | 282.1                                 | 206.2                                 | 155.0                                 | 105.0                                 | 40.3                                  | 12.0                                  | 15.5                                  | 68.2                                  | 150.0                                 | 251.1                                 | 315.0                                 | 359.6                                 | 1,960                                 |
| 평균 일일 일조시간                           | 9.1                                   | 7.3                                   | 5.0                                   | 3.5                                   | 1.3                                   | 0.4                                   | 0.5                                   | 2.2                                   | 5.0                                   | 8.1                                   | 10.5                                  | 11.6                                  | 5.4                                   |
| 출처 1: Deutscher Wetterdienst               |                                       |                                       |                                       |                                       |                                       |                                       |                                       |                                       |                                       |                                       |                                       |                                       |                                       |
| 출처 2: Meteo Climat (record highs and lows) |                                       |                                       |                                       |                                       |                                       |                                       |                                       |                                       |                                       |                                       |                                       |                                       |                                       |

## 사진

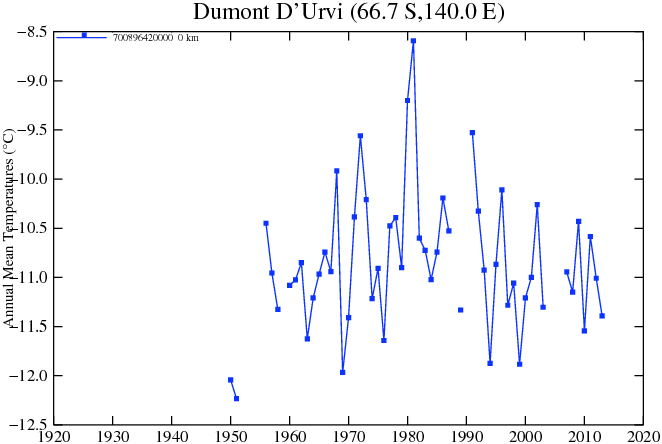
뒤몽 뒤르빌 기지의 대기 평균기온 변화 그래프 (1950년~2012년)
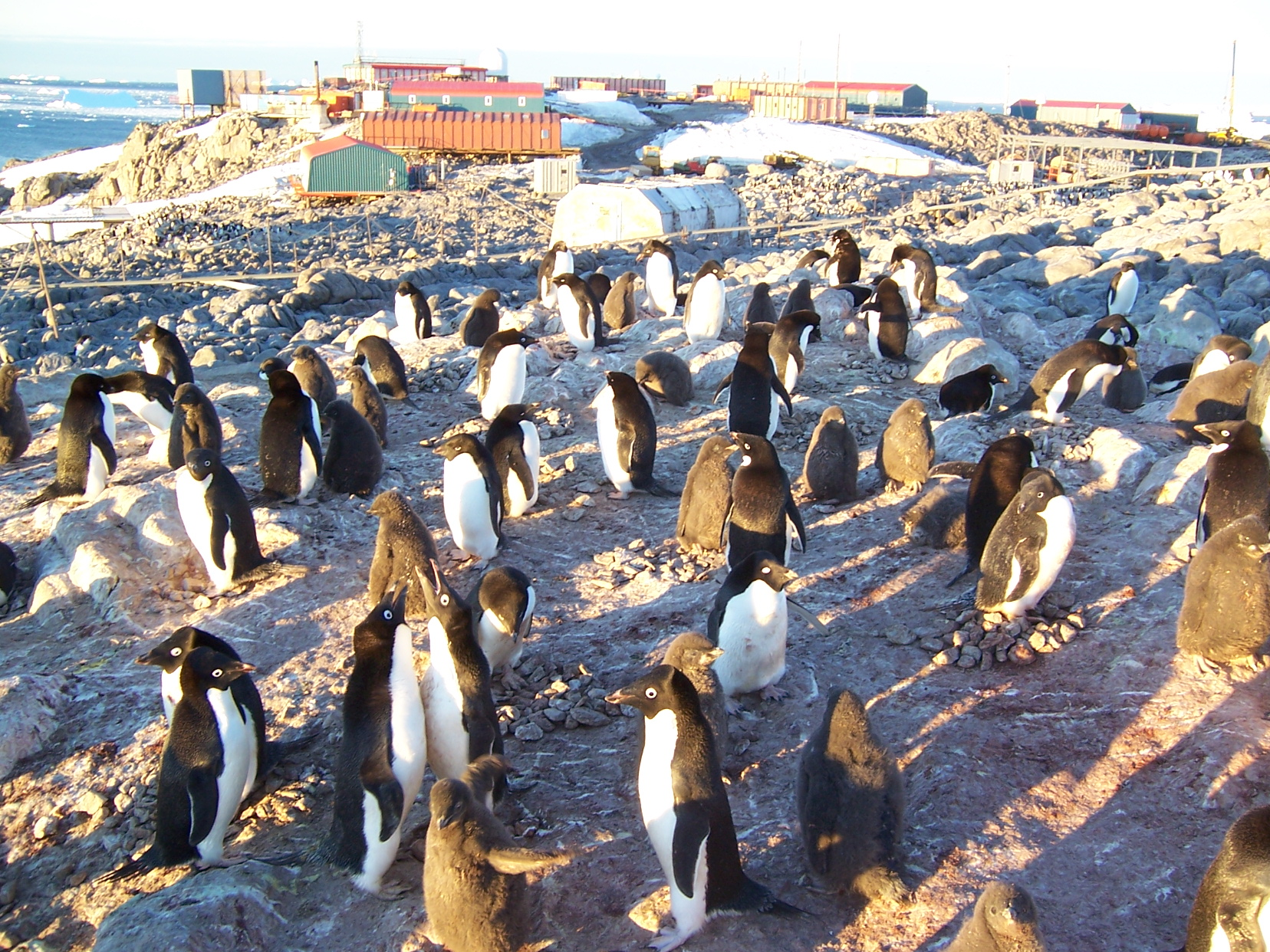
아델리펭귄 무리
- 뒤몽 뒤르빌 기지의 주변 풍경 (2005년)

## 같이 보기
- 남극의 연구 기지 목록
- 남극 대륙의 공항 목록
- 콩코르디아 기지